# (200363) 2000 QD2
(200363) 2000 QD2 es un asteroide que forma parte del cinturón interior de asteroides descubierto el 24 de agosto de 2000 por el equipo del Lincoln Near-Earth Asteroid Research desde el Laboratorio Lincoln, Socorro, Nuevo México, Estados Unidos.

## Designación y nombre
Designado provisionalmente como 2000 QD2.

## Características orbitales
2000 QD2 está situado a una distancia media del Sol de 1,907 ua, pudiendo alejarse hasta 2,063 ua y acercarse hasta 1,750 ua. Su excentricidad es 0,082 y la inclinación orbital 23,50 grados. Emplea 961,976 días en completar una órbita alrededor del Sol.

## Características físicas
La magnitud absoluta de 2000 QD2 es 17,2. 